# Missbrauchskomplex Bergisch Gladbach
Als Missbrauchskomplex Bergisch Gladbach (auch bekannt unter Missbrauchsfall Bergisch Gladbach) werden Kriminalfälle beschrieben, bei denen der Besitz und die Verbreitung von Kinderpornografie im Mittelpunkt der Ermittlungen standen, nachdem in Bergisch Gladbach im Oktober 2019 entsprechende Inhalte bei einer Hausdurchsuchung sichergestellt worden waren.
Im Verlauf der medialen Berichterstattung wurde der Komplex als das „bisher größte bekannte Missbrauchsnetzwerk“ in Deutschland beschrieben. Nach zwei Monaten Ermittlungen, im Dezember 2019, waren 21 minderjährige Tatopfer identifiziert. Hilfreich war dabei der Einsatz des Projekts Hessendata, das auf einer Software von Palantir Technologies beruht. Bis Oktober 2021 wurden im Zuge der Ermittlungen 65 Kinder befreit.
Im Januar 2022 schloss die mit dem Komplex betraute Ermittlungsgruppe Berg des Polizeipräsidiums Köln ihre Arbeiten ab und wurde aufgelöst. Sie konnte insgesamt 439 mutmaßliche Sexualstraftäter ermitteln. Bis zu ihrer Auflösung hatte die Gruppe mehr als 130.000 Fotos und 12.000 Videodateien gesichtet.

## Hintergrund und weitere Entwicklungen
Nachdem die Polizei bei einer Hausdurchsuchung im Oktober 2019 in Bergisch Gladbach tausende Bilder und Videos mit kinderpornografischen Inhalten bei einem Tatverdächtigen gefunden hatte, führten weitere Ermittlungen zu einer Vielzahl weiterer Verdachtsfälle. So teilte Nordrhein-Westfalens Justizminister Peter Biesenbach Ende Juni 2020 mit, dass die Ermittler im Missbrauchskomplex Bergisch Gladbach auf 30.000 Spuren gestoßen seien, die nicht nur die Verbreitung und den Besitz von Kinderpornografie, sondern auch den Kindesmissbrauch betreffen.
Seit Beginn der umfangreichen Ermittlungen sind unter anderem sieben Sonderstaatsanwälte mit dem Missbrauchskomplex beschäftigt. Nach der Festnahme des ersten Tatverdächtigen waren zeitweise 350 Ermittler mit dem Fall beschäftigt.
Die Ermittlungen rund um den Missbrauchskomplex Bergisch Gladbach führten bis Ende August 2020 zu Spuren in allen deutschen Bundesländern und anderen Staaten. Mit Stand 27. August wurde in Nordrhein-Westfalen gegen mehr als 80 Beschuldigte ermittelt; davon waren zehn bereits angeklagt, einer in Haft und acht in Untersuchungshaft. Bis dahin waren zudem im Zuge der Ermittlungen etwa 50 Mädchen und Jungen in Obhut gebracht worden.
Gegen den ersten Tatverdächtigen aus Bergisch Gladbach, dessen Hausdurchsuchung weitere, umfangreichere Ermittlungen zur Folge hatte, wurde unter anderem wegen des Vorwurfs des mehr als 60-fachen sexuellen Missbrauchs an seiner Tochter im August 2020 der Strafprozess eröffnet. Diese Taten filmte und/oder fotografierte der Tatverdächtige nach Darstellung der Anklage bzw. den Ermittlungsergebnissen und verteilte die Aufnahmen in Chatgruppen an gleichgesinnte Pädokriminelle. Im Oktober 2020 wurde jener Familienvater wegen sexuellen Missbrauchs seiner Tochter zu zwölf Jahren Haft und anschließender Sicherungsverwahrung verurteilt.
Anfang September 2020 durchsuchten die Ermittler deutschlandweit Wohnungen von 50 weiteren Tatverdächtigen (48 Männern und zwei Frauen) wegen des Verdachts des Besitzes und der Verbreitung von Kinderpornografie. Bei der Razzia waren 1000 Polizisten im Einsatz; dabei wurden 2000 Beweismittel sichergestellt.
Neben 130 Polizisten, die (Stand: 2. September 2020) alleine der Spurenauswertung nachgehen, ist zudem die Zentral- und Ansprechstelle Cybercrime Nordrhein-Westfalen (ZAC) in die Strafermittlungen involviert.
Im September 2020 ergingen die ersten Gerichtsurteile nach den im Oktober 2019 ausgeweiteten Ermittlungen. Dabei wurde eine Person zu vierzehneinhalb Jahren Freiheitsstrafe verurteilt, eine weitere zu dreizehneinhalb Jahren.
Im Dezember 2020 wurde der Administrator der zeitweise 76 Mitglieder umfassenden Chatgruppe, in der Kinderpornografie geteilt wurde, zu zwei Jahren und neun Monaten Haft verurteilt. Die Strafe umfasste auch die Verurteilung wegen des Besitzes von rund 2400 kinderpornografischen Bilddateien.
Ein Österreicher ist im Jahr 2021 jeweils wegen des Besitzes von Kinderpornografie und wegen sexuellen Missbrauchs seiner Tochter verurteilt worden. Das Landesgericht Salzburg verhängte in den beiden Fällen, die zum Missbrauchskomplex Bergisch Gladbach gezählt wurden, jeweils mehrere Monate Haft, und zusätzlich einmal eine Bewährungsstrafe von 15 weiteren Monaten und eine psychotherapeutische Behandlung.
Im Oktober 2021 waren noch 20 Ermittler mit dem Missbrauchskomplex Bergisch Gladbach befasst.